# 安多佛 (伊利諾伊州)
安多佛（英語：Andover）是位於美國伊利諾伊州亨利縣的一個村落。

## 地理
安多佛的座標為41°17′42″N 90°17′26″W / 41.29500°N 90.29056°W，而該地最高點為海拔高度245米（即804英尺）。

## 人口
根據2010年美國人口普查的數據，安多佛的面積為2.57平方千米，當中陸地面積為2.57平方千米，而水域面積為0.00平方千米。當地共有人口578人，而人口密度為每平方千米224人。